# Kubok PFL
La Kubok PFL (in russo Кубок ПФЛ?, letteralmente Coppa della PFL) era una competizione calcistica organizzata dalla Federazione calcistica della Russia e riservata alle squadre vincitrici della Vtoroj divizion, terza divisione del campionato russo di calcio.

## Formula
La formula prevedeva che i cinque vincitori dei cinque gironi di Vtoroj divizion giocassero tra di loro in unico girone con gare di sola andata: tutte le partite di tutte le edizioni furono giocate allo Stadio Lužniki di Mosca. Venivano assegnati 3 punti per vittoria, 1 per il pareggio e 0 per la sconfitta.
Il torneo era disputato nel mese di novembre

## Albo d'oro
| Anno | Vincitore               |
| ---- | ----------------------- |
| 2003 | Arsenal Tula            |
| 2004 | Dinamo Stavropol'       |
| 2005 | Sodovik                 |
| 2006 | Zvezda Irkutsk          |
| 2007 | Vitjaz' Podol'sk        |
| 2008 | Volga Nižnij Novgorod   |
| 2009 | Mordovija               |
| 2010 | Černomorec Novorossijsk |